# Brug 589
Brug 589 is een kunstwerk in het Amsterdamse Bos in Amsterdam.
De brug werd aangelegd daar waar de Jachthavenweg een verbinding moest krijgen met het Tjotterspad aan de noordelijke grens van het Amsterdamse Bos. Bij de aanleg van de Jachthavenweg in 1952 was de brug al ingetekend op de kaart. Die brug was eind jaren vijftig aan verbreding toe, hetgeen er op neer kwam dat de brug in haar geheel afgebroken werd en dat er een nieuwe neergelegd werd. Er werd eerste een noodbrug geplaatst, want de brug vormde destijds al de enige toegang tot het Tjotterspad. De nieuwe versie kwam van de tekentafels van de Dienst der Publieke Werken met als architect Dick Slebos, die rond die tijd als opvolger van Piet Kramer diens werk had overgenomen. Hij nam het uiterlijk van de te slopen brug grotendeels over, maar had minder brugpijlers nodig (twee in plaats van vier). Over betonnen pijlers met jukken en tussen de betonnen landhoofden liggen stalen liggers, die het houten rijdek dragen. Daarbij is de rijweg bijna net zo breed als de brug zelf; aan de randen zijn smalle verhogingen aangebracht waar voetgangers moeten lopen, maar er is hier nauwelijks verkeer (alleen van en naar het Tjotterspad). Wel hangen aan de brug allerlei buizen voor nuts-voorzieningen. 
MTD Landschapsarchitecten constateerde in 1999 bij een onderzoek naar het cultureel belang van alle bruggen in het Amsterdamse Bos, dat dit voor deze brug gering is. Ze omschreven het als een (poging tot) imitatie van Kramers werk (mist raffinement in detaillering) elders in het bos. De witte leuningen/balustraden zorgen voor een opvallende verschijning, eigenlijk niet toepasbaar in een bos, maar omdat het hier een jachthavengebied betreft wel passend. 
<<< · 500 · 501 ·  503 · 504 · 505 · 506 · 507 · 508 · 509 · 510 · 511 · 512 · 513 · 514 · 515 · 516 · 517 · 518 · 519 · 520 · 521 · 522 · 523 · 525 · 526 · 527 · 528 · 530 · 531 · 532 · 533 · 534 · 535 · 536 · 537 · 538 · 539 · 540 · 541 · 542 · 543 · 544 · 545 · 546 · 547 · 548 · 549 · 550 · 551 · 552 · 553 · 554 · 555 · 556 · 557 · 558 · 559 · 560 · 561 · 562 · 563 · 564 · 565 · 566 · 567 · 569 · 571 · 572 · 573 · 575 · 577 · 578 · 580 · 581 · 582 · 583 · 584 · 586 · 587 · 589 · 590 · 591 · 592 · 593 · 594 · >>>
Brugnummers 502, 524, 529, 568, 570, 574, 576, 579, 585, 588, 595, 596, 597, 598, 599 zijn niet (meer) vergeven.